# Volodymyr Polikarpenko
Volodymyr Polikarpenko, né le 9 juin 1972 à Zaporijjia (Ukraine), est un triathlète et un duathlète ukrainien, multiple champion d'Ukraine de triathlon,. 

## Biographie

### Vie privée
Volodymyr Polikarpenko parle le russe, l'ukrainien, l'anglais et l'italien. Il vit à Turin en Italie depuis 2001, où il a remporté de nombreux triathlons, comme l'international Bardolino. Il est marié et a deux garçons, Sergey et Kiril. Le 3 mars 2006, il fut félicité ainsi qu'Andriy Glushchenko par le Président du Comité national olympique ukrainien Sergueï Bubka pour leurs progrès réalisés dans le triathlon au niveau international.

## Palmarès
Le tableau présente les résultats les plus significatifs (podium) obtenus sur le circuit international de triathlon depuis 1998,. 
| Année | Compétition                                           | Pays           | Position           | Temps           |
| ----- | ----------------------------------------------------- | -------------- | ------------------ | --------------- |
| 2007  | Coupe du monde de triathlon - étape d'Eilat           | Israël         | Médaille d'argent  | 1 h 50 min 32 s |
| 2007  | Coupe du monde de triathlon - étape de Richards Bay   | Afrique du Sud | Médaille d'argent  | 1 h 52 min 56 s |
| 2006  | Coupe du monde de triathlon - étape d'Aqaba           | Jordanie       | Médaille d'or      | 1 h 47 min 33 s |
| 2005  | Coupe du monde de triathlon - étape de Madrid         | Espagne        | Médaille d'argent  | 1 h 55 min 30 s |
| 2004  | Grand Prix de triathlon - Étape de Marseille          | France         | Médaille d'argent  | Timing          |
| 2004  | Coupe du monde de triathlon - Classement Général      |                | Médaille d'argent  |                 |
| 2004  | Coupe du monde de triathlon - étape de Madrid         | Espagne        | Médaille d'argent  | 1 h 55 min 7 s  |
| 2003  | Coupe du monde de triathlon - étape de Tiszaújváros   | Hongrie        | Médaille d'or      | 1 h 46 min 28 s |
| 2003  | Coupe du monde de triathlon - étape de Cancún         | Mexique        | Médaille d'or      | 1 h 54 min 39 s |
| 2003  | Coupe du monde de triathlon - étape de Rio de Janeiro | Brésil         | Médaille d'or      | 1 h 46 min 49 s |
| 2003  | Coupe du monde de triathlon - étape de St. Petersburg | États-Unis     | Médaille d'argent  | 1 h 45 min 16 s |
| 2003  | Coupe du monde de triathlon - étape de Nice           | France         | Médaille d'argent  | 1 h 50 min 3 s  |
| 2003  | Coupe du monde de triathlon - étape de Madrid         | Espagne        | Médaille d'argent  | 1 h 50 min 4 s  |
| 2002  | Coupe d'Europe de triathlon - Classement Général      |                | Médaille de bronze |                 |
| 2002  | Coupe d'Europe de triathlon - étape de Francfort      | Allemagne      | Médaille d'or      | 1 h 42 min 8 s  |
| 2002  | Coupe d'Europe de triathlon - étape de Palerme        | Italie         | Médaille d'or      | 1 h 49 min 54 s |
| 2002  | Coupe du monde de triathlon - étape de Tiszaújváros   | Hongrie        | Médaille d'argent  | 1 h 45 min 32 s |
| 1999  | Coupe d'Europe de triathlon - Classement Général      |                | Médaille d'argent  |                 |
| 1999  | Coupe du monde de triathlon - étape de Cancún         | Mexique        | Médaille d'or      | 1 h 47 min 48 s |
| 1998  | Championnat d'Europe                                  | Autriche       | Médaille de bronze | 1 h 51 min 10 s |